# Huang Shiping
Huang Shiping (chiń. 黄世平; pinyin Huáng Shìpíng; ur. 24 lutego 1963 w Gutian w prowincji Fujian) – chiński strzelec, dwukrotny medalista olimpijski, złoty medalista mistrzostw świata i igrzysk azjatyckich.

## Kariera
Dwukrotny uczestnik igrzysk olimpijskich (IO 1984, IO 1988), podczas których startował wyłącznie w ruchomej tarczy z 50 m. W Los Angeles zdobył brązowy medal, przegrywając wyłącznie z Helmutem Bellingrodtem i Li Yuwei. Cztery lata później w Seulu przegrał z Torem Heiestadem. W 1986 roku został drużynowym mistrzem świata w ruchomej tarczy z 50 m mix (skład zespołu: Huang Shiping, Li Yuwei, Yang Ling), natomiast w zawodach indywidualnych wywalczył srebro, przegrywając z Attilą Soltim. 
W 1990 roku zdobył trzy medale igrzysk azjatyckich. Wygrał indywidualne i drużynowe zawody w ruchomej tarczy z 50 m mix, a także zespołowy turniej w ruchomej tarczy z 50 m. W 1987 roku został dwukrotnym medalistą mistrzostw Azji, zdobywając srebrny medal w ruchomej tarczy z 50 m, a także brąz w ruchomej tarczy z 50 m mix. Startował także w zawodach Pucharu Świata, jednak nigdy nie stanął na podium.

## Wyniki

### Igrzyska olimpijskie
| Igrzyska         | Konkurencja          | Wynik                     | Miejsce | Źródło |
| ---------------- | -------------------- | ------------------------- | ------- | ------ |
| Los Angeles 1984 | Ruchoma tarcza, 50 m | 581 pkt. (289–292)        | brąz    | [ 2 ]  |
| Seul 1988        | Ruchoma tarcza, 50 m | 687 pkt. 589 (296–293)+98 | srebro  | [ 3 ]  |

### Medale mistrzostw świata
Opracowano na podstawie materiałów źródłowych:
| Mistrzostwa | Konkurencja                         | Wynik     | Miejsce |
| ----------- | ----------------------------------- | --------- | ------- |
| Suhl 1986   | Ruchoma tarcza, 50 m mix            | 390 pkt.  | srebro  |
| Suhl 1986   | Ruchoma tarcza, 50 m mix, drużynowo | 1167 pkt. | złoto   |